# Kanmaki
Kanmaki (上牧町, Kanmaki-chō) est un bourg du district de Kitakatsuragi, dans la préfecture de Nara, au Japon.

## Géographie

### Démographie
Au 1er décembre 2014, la population de Kanmaki s'élevait à 22 833 habitants répartis sur une superficie de 6,15 km2.